# Medaglia d'onore per le madri di famiglie numerose
La medaglia d'onore per le madri di famiglie numerose fu istituita in Italia con la legge n. 917 promulgata da Vittorio Emanuele III il 22 maggio 1939.
Era destinata alle madri di famiglie numerose ed andava portata sul lato sinistro del petto,  in occasione di tutte le feste nazionali, solennità civili e pubbliche funzioni.
Le fu attribuito il nomignolo di "medaglia della coniglia" e ha un aspetto decisamente più dimesso rispetto alla corrispondente Croce d'onore per le madri tedesche, che era stata istituita in Germania nel 1938.

## Criteri di eleggibilità
La medaglia d'onore e il relativo attestato venivano concesse, a spese dello Stato, alle madri di famiglie costituite da almeno sette figli viventi oppure caduti in guerra o per la causa nazionale, riconosciute dal presidente di ogni sezione provinciale dell'Unione fascista famiglie numerose, il quale rilasciava l'attestato.
Con l'art. 3 della legge n. 332 del 23 febbraio 1943 il numero dei figli fu ridotto a sei per le vedove di guerra e, in conseguenza delle Leggi razziali fasciste, furono escluse le madri di "razza ebraica".
La ricompensa era di 5 lire a figlio e un'agevolazione a 15 lire a figlio se veniva chiamato con nomi patriottici come: Benito, Italo, Adolfo, Vittorio, Emanuele, Amedeo, Maria, Italia,  Balilla, Littorio, Romano, Umberto, Arnaldo.

## Insegne

### Medaglia

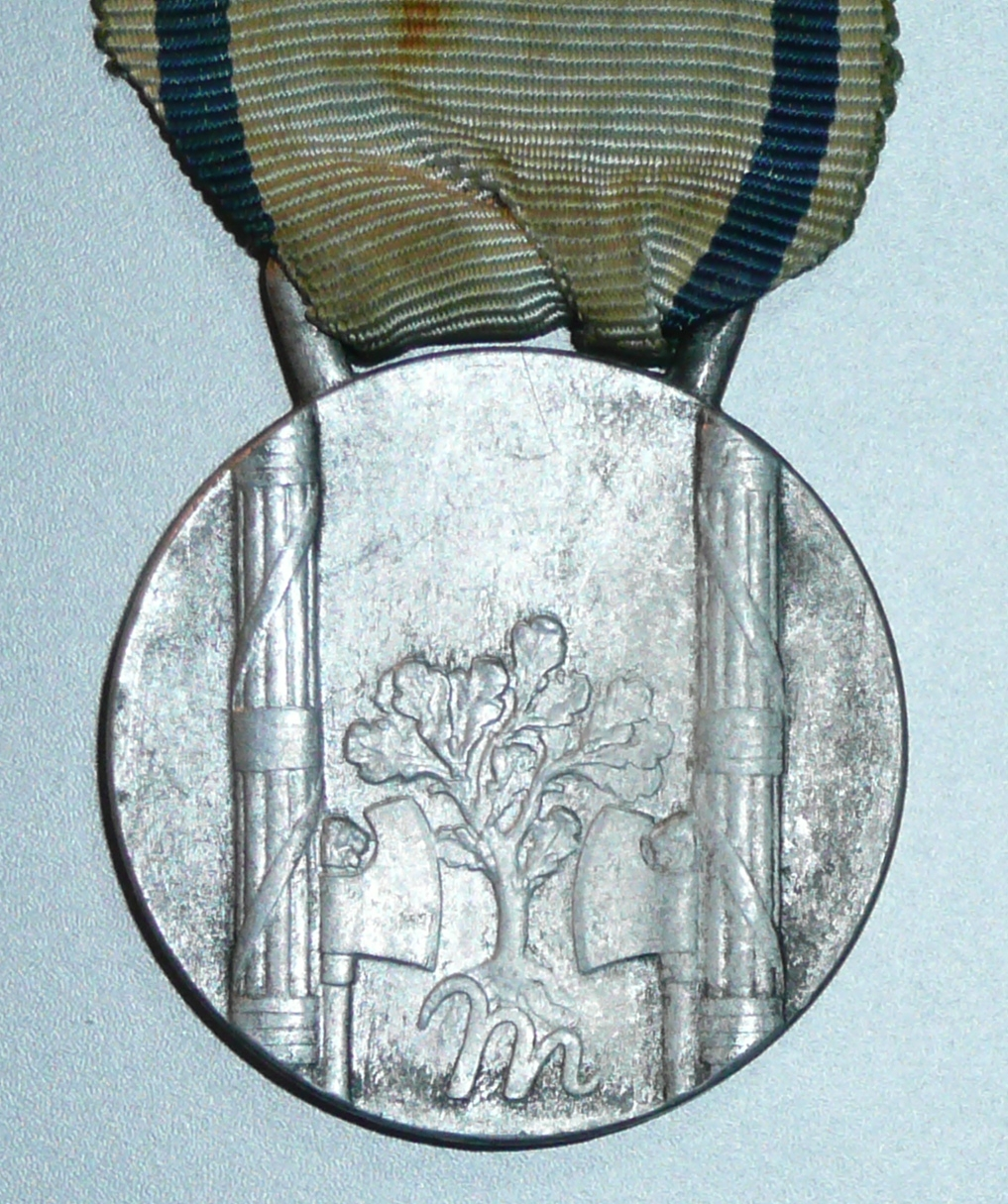
Rovescio della medaglia.

La medaglia è costituita da un disco di metallo leggero - anche se il decreto istitutivo prevedeva l'acmonital - del diametro di 35 millimetri per 2 millimetri di spessore, che reca:
sul rectola figura di una madre con sette figli, in basso la dicitura "VNIONE FASCISTA FAMIGLIE NVMEROSE" sulla sinistra e sulla destra la "Z" coronata marchio della Regia Zecca;
sul versouna quercia sovrapposta ad una "M" (iniziale di Mussolini), tutto fiancheggiato da due fasci littori.

### Nastro
Il nastro della medaglia è in seta, largo 37 millimetri di colore verde listato di due bande di colore turchino di 4 millimetri.
Sul nastro si applicava, per ciascun figlio, un fregio di metallo bianco largo 12 millimetri, a forma di fiocco; se i figli erano più di dieci il nastro andava portato a forma di "V".